# 중국공산당 중앙서기처
중국공산당 중앙서기처(중국어 간체자: 中国共产党中央委员会书记处, 정체자: 中國共產黨中央委員會書記處, 병음: Zhōngguó Gòngchǎndǎng Zhōngyāng Wěiyuánhuì Shūjìchù)는 중국공산당 중앙정치국과 중앙정치국 상무위원회의 사무를 처리하는 기관이다. 정식 명칭은 중국공산당 중앙위원회 서기처이다.

## 연혁
- 1934년 1월, 제6기 5중 전회에서 "중국공산당 중앙정치국 상무위원회"를 "중국공산당 중앙서기처"로 개칭하였다.
- 1956년 9월, 제8회 당대회에서 "중국공산당 중앙서기처"를 다시 "중국공산당 중앙정치국 상무위원회"로 변경하였다. 제8회 대회와 제12회 대회에서 설치된 "중국공산당 중앙서기처"가 중앙정치국의 지도하에서 일상 업무를 처리하는 기구가 되면서 중앙위원회의 직권은 사라졌다.
- 1969년 4월(제9회 대회)부터 1982년 10월(제11회 대회)까지는 설치되지 않았다.
- 1987년 11월(제13회 대회)부터 "중국공산당 중앙서기처"가 정치국과 정치국 상무위원회의 사무 기관이 되면서, 중앙위원회에 직권을 행사하는 일은 할 수 없게 되었다.

## 역대 중앙서기처 서기 구성원

### 제11기 중앙서기처
（임기 1980년 2월 - 1982년 9월）

### 제12기 중앙서기처
（임기 1982년 9월 - 1987년 10월）
| 서열 | 이름     | 입당년월   | 겸임하는 직무                                      | 비고                   |
| 1    | 완리     | 1936년     | 중앙정치국 위원, 국무원 총리                       | 유임                   |
| 2    | 시중쉰   | 1928년     | 중앙정치국 위원, 전국인민대표대회 부위원장         | 유임                   |
| 3    | 덩리췬   | 1936년     | 중앙선전부장                                       | 초임                   |
| 4    | 양융     | 1930년     | 중앙군사위원회 상무위원                            | 초임                   |
| 5    | 위추리   | 1931년 5월 | 중앙군사위원회 위원, 인민해방군 총정치부 주임      | 유임                   |
| 6    | 구무     | 1956년 7월 | 국무위원                                           | 유임                   |
| 7    | 천비셴   | 1931년     | 중앙정치법률위원회 서기, 전국인민대표대회 부위원장 | 유임                   |
| 8    | 후치리   | 1948년 4월 | 중앙판공청 주임                                    | 초임                   |
| 9    | 야오이린 | 1935년     | 국무원 부총리                                      | 초임                   |
| 10   | 차오스   | 1940년 8월 | 중앙대외연락부장                                   | 1985년에 후보까지 승진 |
| 11   | 하오젠슈 | 1954년 5월 | -                                                  | 1985년에 후보까지 승진 |

### 제13기 중앙서기처
(임기 1987년 10월 - 1992년 10월）
| 서열 | 이름     | 입당년월   | 겸임하는 직무                                                           | 비고                                           |
| 1    | 후치리   | 1948년 4월 | 중앙정치국 상무위원                                                     | 유임, 그러나 중국공산당 13기 4중 전회에서 해임 |
| 2    | 차오스   | 1940년 8월 | 중앙정치국 상무위원, 중앙기율검사위원회 서기 중앙당교 교장（ - 1989년） | 유임                                           |
| 3    | 루이싱원 | 1945년     | 중앙선전사상공작지도소조 부조장                                         | 초임, 그러나 중국공산당 13기 4중 전회에서 해임 |
| 4    | 옌밍푸   | 1949년     | 중앙통일전선부장                                                        | 초임, 그러나 중국공산당 13기 4중 전회에서 해임 |
|      | 리루이환 | 1959년 9월 | 중앙정치국 상무위원                                                     | 초임, 중국공산당 13기 4중 전회에서 보선        |
|      | 딩관건   | 1956년 7월 | 중앙정치국 위원 후보, 국가타이완변공청 주임                             | 초임, 중국공산당 13기 4중 전회에서 보선        |
| 후보 | 원자바오 | 1965년 4월 | 중앙변공청 주임                                                         | 초임, 중국공산당 13기 4중 전회에서 보선        |

### 제14기 중앙서기처
（임기 1992년 10월 - 1997년 9월）
| 서열 | 이름     | 입당년월   | 겸임하는 직무                                                           | 비고          |
| 1    | 후진타오 | 1964년 4월 | 중앙정치국 상무위원                                                     | 초임          |
| 2    | 딩관건   | 1956년 7월 | 중앙정치국 위원, 당 중앙선전부장                                        | 유임          |
| 3    | 웨이젠싱 | 1949년 3월 | 중앙정치국 위원, 중국공산당 중앙기율검사위원회 주석 중화전국총공회 주석 | 초임          |
| 4    | 원자바오 | 1965년 4월 | 중앙정치국 위원 후보, 중앙변공청 주임                                   | 후보에서 승진 |
| 5    | 런젠신   | 1960년 4월 | 중앙정법위 서기, 최고인민법원장                                         | 초임          |

### 제15기 중앙서기처
（임기 1997년 9월 - 2002년 11월）
| 서열 | 이름     | 입당년월   | 겸임하는 직무                                                       | 비고 |
| 1    | 후진타오 | 1964년 4월 | 중앙정치국 상무위원, 중화인민공화국 부주석 중앙당교 교장            | 유임 |
| 2    | 웨이젠싱 | 1949년 3월 | 중앙정치국 상무위원, 중앙기율검사위원회 서기 중화전국총공회 주석    | 유임 |
| 3    | 딩관건   | 1956년 7월 | 중앙정치국 위원, 중앙선전부 부장                                    | 유임 |
| 4    | 장완녠   | 1948년 5월 | 중앙정치국 위원, 중앙군사위원회 부주석                              | 초임 |
| 5    | 뤄간     | 1960년 6월 | 중앙정치국 위원, 국무위원, 중앙정법위 서기                          | 초임 |
| 6    | 원자바오 | 1965년 4월 | 중앙정치국 위원, 국무원 부총리                                      | 유임 |
| 7    | 쩡칭훙   | 1960년 4월 | 중앙정치국 위원 후보, 중앙변공청 주임, 중앙조직부 부장（ - 1999년） | 초임 |

### 제16기 중앙서기처
（임기 2002년 11월 - 2007년 10월）
| 서열 | 이름       | 입당년월    | 겸임하는 직무                                            | 비고 |
| 1    | 쩡칭훙     | 1960년 4월  | 중앙정치국 상무위원, 중화인민공화국 부주석 중앙당교 교장 | 유임 |
| 2    | 류윈산     | 1971년 1월  | 중앙정치국 위원, 중앙선전부 부장                         | 초임 |
| 3    | 저우융캉   | 1964년 11월 | 중앙정치국 위원, 국무위원, 공안부 부장                   | 초임 |
| 4    | 허궈창     | 1966년 1월  | 중앙정치국 위원, 중앙조직부 부장                         | 초임 |
| 5    | 왕강       | 1971년 6월  | 중앙정치국 위원 후보, 중앙변공청 주임                    | 초임 |
| 6    | 쉬차이허우 | 1971년 4월  | 중앙군사위원회 부주석                                    | 초임 |
| 7    | 허융       | 1958년 12월 | 중앙기율검사위원회 제1부서기                             | 초임 |

### 제17기 중앙서기처
（임기 2007년 10월 - 2011년 11월）
| 서열 | 이름       | 입당년월    | 겸임하는 직무                                            | 비고 |
| 1    | 시진핑     | 1974년 1월  | 중앙정치국 상무위원, 중화인민공화국 부주석 중앙당교 교장 | 초임 |
| 2    | 류윈산     | 1971년 1월  | 중앙정치국 위원, 중앙선전부 부장                         | 유임 |
| 3    | 리위안차오 | 1978년 3월  | 중앙정치국 위원, 중앙조직부 부장                         | 초임 |
| 4    | 허융       | 1958년 12월 | 중앙기율검사위원회 제1부서기                             | 유임 |
| 5    | 링지화     | 1976년 7월  | 중앙판공청 주임, 중앙기구편성위원회 판공실 부주임        | 초임 |
| 6    | 왕후닝     | 1984년 4월  | 중앙정책연구실 주임                                      | 초임 |

### 제18기 중앙서기처
（임기 2011년 11월 - ）
| 서열 | 이름     | 입당년월    | 겸임하는 직무                                  | 비고 |
| 1    | 류윈산   | 1971년 1월  | 중앙정치국 상무위원 중앙당교 교장              | 유임 |
| 2    | 류치바오 | 1971년 12월 | 중앙정치국 위원, 중앙선전부 부장               | 초임 |
| 3    | 자오러지 | 1975년 7월  | 중앙정치국 위원, 중앙조직부 부장               | 초임 |
| 4    | 리잔수   | 1975년 4월  | 중앙정치국 위원, 중앙판공청 부장               | 초임 |
| 5    | 두칭린   | 1966년 3월  | 전국정치협상회의 부주석                        | 초임 |
| 6    | 자오훙주 | 1969년 8월  | 중앙기율검사위원회 부서기                      | 초임 |
| 7    | 양징     | 1976년 8월  | 중앙통일전선부 부부장, 국가민족사무위원회 주임 | 초임 |

## 같이 보기
- 중국공산당 중앙판공청
- 내각대학사